# Аполлоний Эфесский
Аполло́ний Эфе́сский (греч. Απολλώνιος Εφέσου; конец II — начало III веков) — христианский церковный писатель, автор сочинения против монтанистов. Краткие сведения о нём приводят Евсевий Кесарийский и Иероним Стридонский. Согласно Евсевию, Аполлоний был родом из Малой Азии. Иероним пишет, что известность он получил при императорах Коммоде и Септимии Севере. Анонимный автор V века называет Аполлония епископом Эфеса, но историками этот факт подвергается сомнению.
По Евсевию, труд Аполлония против монтанистов был написан через 40 лет после начала проповеднической деятельности Монтана то есть около 212 года. Иероним называет сочинение «значительным и пространным томом», при этом Евсевий цитирует из него семь небольших отрывков и не говорит об общем объёме сочинения. В своей полемике с монтанистами Аполлоний обличает не только их расхождения с христианским вероучением, но и обличает пороки их пророков и исповедников. Труд Аполлония изучал Тертуллиан, посвятивший ему 7-й том трактата «Об экстазе», котором пытался опровергнуть выдвинутые против монтанистов обвинения.
Сочинение Аполлония включено в 5-й том Patrologia Graeca.